# Terapevtska skupina zdravil
Terapevtska skupina zdravil je skupina zdravil z enakim mehanizmom delovanja in z enakimi indikacijami. Gre torej za zdravila, namenjena zdravljenju iste bolezni, in so primerljiva, saj med njimi ni pomembnih razlik v klinični učinkovitosti in varnosti. Razvrščanje zdravil v terapevtske skupine zdravil je pomembno pri razvrščanju zdravil na listo zdravil, katerih strošek krije država. Posamezna terapevtska skupina zdravil lahko vključuje posamezna zdravila, kombinirana zdravila in različne farmacevtske oblike zdravila, ki jo določi Zavod za zdravstveno zavarovanje Slovenije. Terapevtska skupina tako vsebuje zdravila z različnimi učinkovinami, ki imajo primerljive lastnosti, a tudi različne cene. Zanje se določi enotna cena oz. najvišja priznana vrednost, ki jo krije zdravstveno zavarovanje. Najvišja priznana vrednost se določi na zdravilu z najboljšim razmerjem med stroški in učinki zdravljenja.

## Najvišje priznane vrednosti
Zdravstveno zavarovanje (obvezno in prostovoljno oz. dopolnilno) krije zdravila z enako učinkovino do najvišje priznane vrednosti, ki je postavljena na ceno najcenejšega zdravila v skupini. Za zdravilo, ki presega najvišjo priznano vrednost, je potrebno doplačilo. Zdravila iz terapevtske skupine zdravil lahko menja le zdravnik, ne more pa jih zamenjati lekarnar.
Če med zdravili v terapevtski skupini zdravil ni pomembnih razlik v učinkovitosti, varnosti, farmacevtskih oblikah ali načinu uporabe, je zdravilo z najugodnejšim razmerjem med stroški in učinki zdravljenja tisto z najnižjo ceno primerljivega odmerka v času vsakokratne določitve najvišje priznane vrednosti za terapevtsko skupino zdravil. Če je v terapevtski skupini zdravilo, ki ima zaradi farmacevtske oblike v smislu načina uporabe ali kliničnih lastnosti v smislu učinkovitosti in varnosti prednost za pacienta, se mu določi dodana vrednost. Prav tako se lahko dodana vrednost določi kombiniranemu zdravilu, ki je vključeno v terapevtsko skupino zdravil.

## Usvojene terapevtske skupine zdravil
Zavod za zdravstveno zavarovanje Slovenije je doslej določil terapevstke skupine za naslednja zdravila:
- zdravila za zniževanje holesterola
- zaviralce angiotezinske konvertaze
- zdravila z lokalnim delovanjem za zdravljenje alergijskega rinitisa
- zdravila z lokalnim delovanjem za zdravljenje glavkoma
- zdravila s triptani (za kratkotrajno zdravljenje migrene)
- zdravila z imatinibom (za zdravljenje kronične mieloične levkemije)
- zdravila z acetilsalicilno kislino (jakost 100 mg)
- zdravila s somatropinom
- zaviralce protonske črpalke
- zdravila z inhalacijskimi glukokortikoidi (za zdravljenje astme)
- zdravila s kombinacijo adrenergikov in inhalacijskih glukokortikoidov (za zdravljenje astme)